# Basilica santuario di Santa Maria della Neve

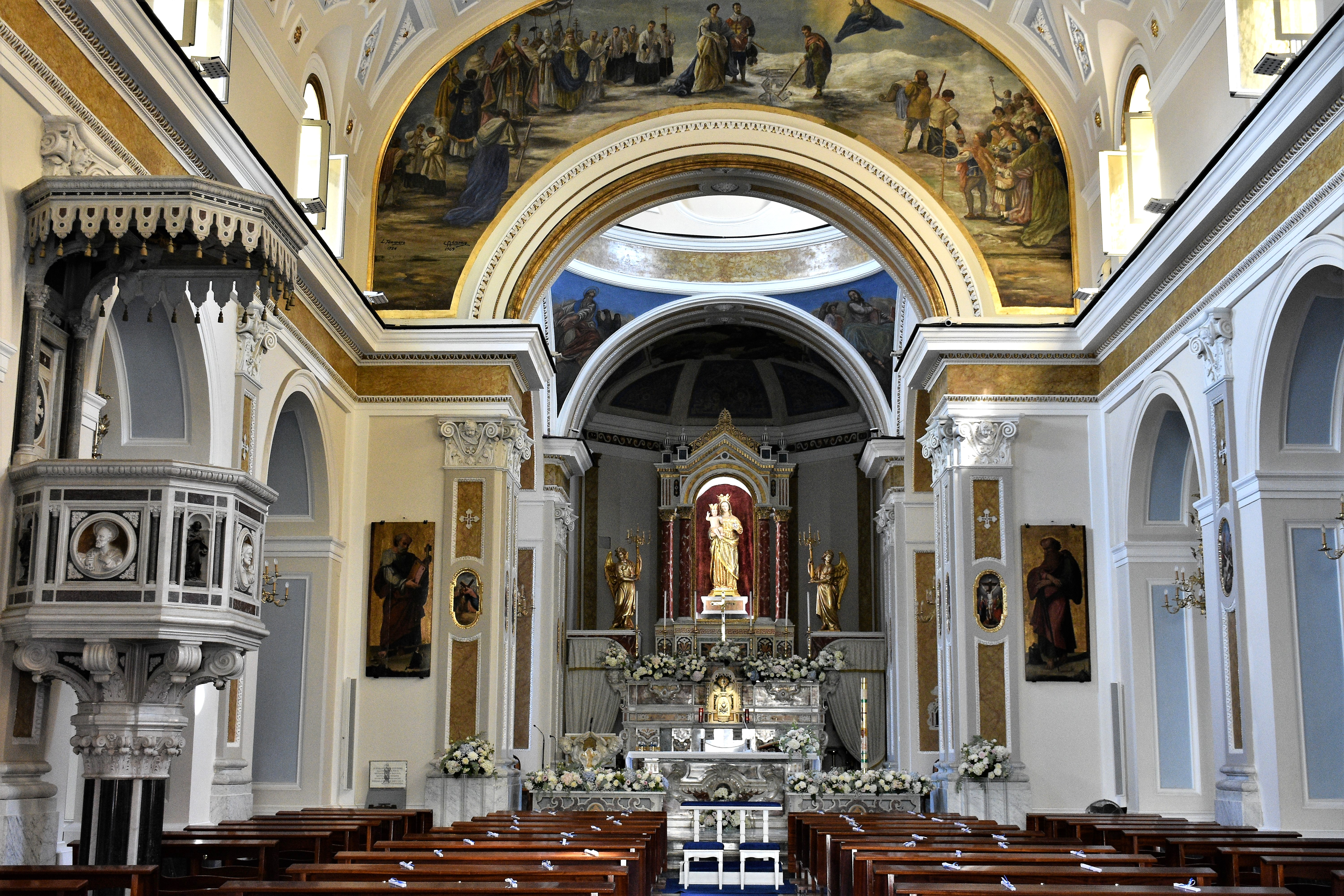
La navata centrale

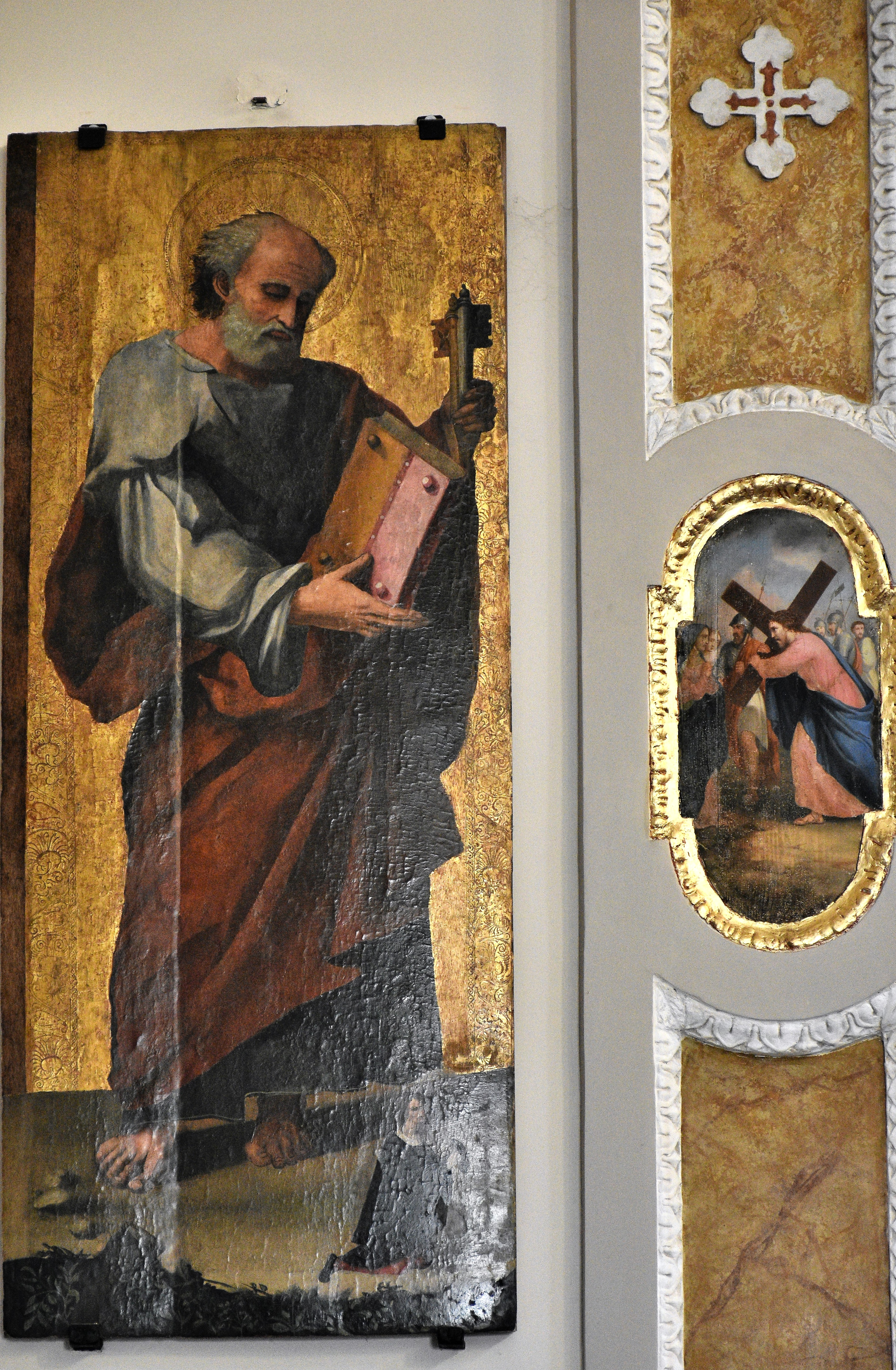
San Pietro, attribuito ad Andrea Sabatini

La basilica santuario di Santa Maria della Neve è una delle basiliche di Napoli.
Era la chiesa più importante del comune di Ponticelli prima che questo divenisse parte integrante del capoluogo campano.
È la più antica basilica della zona vesuviana. Dopo il santuario della Madonna dell'Arco è anche la più ricca di opere d'arte. Si erge in piazza Vincenzo Aprea.

## Storia
La struttura religiosa risale al XIII secolo.
All'origine, la chiesa, era una cappella rurale sottoposta nel corso dei secoli, a vari interventi di ampliamento e arricchimento che le hanno donato l'aspetto attuale.
Il primo vero e proprio intervento ebbe luogo nel 1520 per volere di papa Leone X; i successivi abbellimenti, si ebbero tra il 1733 e il 1788. Il 29 luglio 1788 la Madonna della Neve fu proclamata "santissima protettrice di Ponticelli".
Dopo l'unità d'Italia la chiesa fu sottoposta a un grande rifacimento su direzione dell'ingegnere Filippo Botta.
Il 27 luglio 1988 il santuario fu elevato alla dignità di basilica minore.

## Descrizione

### L'esterno
La facciata e il portale sono accompagnati da due colonne di ordine ionico; queste, reggono il frontone triangolare in alto. Sul lato destro della facciata, vi sono le facciatine incorporate dentro il complesso basilicale di due ulteriori luoghi di culto: l'Oratorio della Congrega di Sant'Anna e quello della Congrega del Santissimo Rosario.

#### Il Campanile della Neve
Il campanile, a pianta quadrata su tre piani, presenta una torretta con la cuspide completamente maiolicata; questo elemento rappresenta la più importante testimonianza circa l'intervento barocco a cui è stata sottoposta la basilica.

### L'interno
La basilica, a tre navate, ospita numerose opere d'arte, come ad esempio l'artistico altare maggiore di marmo e la balaustra (entrambe le opere sono di Giuseppe Bastelli).
L'evento miracoloso della neve caduta a Roma tra la notte del 4 e il 5 agosto è raffigurato sull'arcata della navata principale. All'interno, inoltre, sono da ammirare le tavole cinquecentesche raffiguranti i Santi Pietro e Paolo, attribuite da alcuni studiosi ad Andrea Sabatini.
Da citare anche il fonte battesimale, il Messale ottocentesco rivestito completamente in argento, la cinquecentesca statua lignea della Madonna della Neve attribuita alla scuola di Giovanni da Nola, numerose sculture lignee settecentesche (tra cui il Sant'Antonio Abate e la Santa Teresa scolpiti nel 1799 da Giuseppe Sarno).
Nei pennacchi del presbitero vi sono dipinti a tempera da Luigi Franciosa (1886-1946 i quattro Evangelisti (1946), in sostituzione di quelli andati completamente distrutti, del pittore Luigi Tammaro e nella conca un gruppo di angeli (L.Tammaro - L.Franciosa -C.Adamo).